# Talbot-Lago
La Talbot-Lago nacque nel 1935 dalle ceneri della "Anglo-French STD" (Sunbeam-Talbot-Darracq). Il ramo francese della Talbot fu rilevato dall'imprenditore franco-veneziano Antonio Lago che ne riorganizzò l'attività. Le vetture furono vendute con il marchio "Talbot-Lago" (ma in Inghilterra come "Darracq") per distinguersi dalle Talbot prodotte in Gran Bretagna sotto il controllo del gruppo Rootes.
La casa produsse eleganti e lussuose vetture di serie, senza mai uscire dalle difficoltà economiche. Nel 1958 l'azienda e la fabbrica di Suresnes furono rilevate dalla SIMCA, che non proseguì la produzione delle vetture. 

## Attività sportiva
Il costruttore francese partecipò al Campionato di Formula 1 negli anni 1950 e 1951 per un totale di 13 Gran Premi, ottenendo due terzi posti con Louis Rosier.
Migliori risultati furono ottenuti nella 24 Ore di Le Mans, in particolare nell'edizione del 1950 dove vinse una Talbot-Lago T26 trasformata in biposto e dotata di parafanghi, guidata da Louis Rosier e dal figlio Jean-Louis.

## Principali piloti
- Louis Rosier (1950-1951): 13 GP, 2 podi
- Johnny Claes (1950-1951): 13 GP
- Louis Chiron (1951): 6 GP
- Yves Giraud-Cabantous (1950): 4 GP

## Risultati in Formula 1
| Anno | Vettura              | Motore      | Gomme | Piloti           |     |  |  |     |     |     |  | Punti | Pos. |
| ---- | -------------------- | ----------- | ----- | ---------------- | --- |  |  | --- | --- | --- |  | ----- | ---- |
| 1950 | T26C T26C-DA T26C-GS | Talbot 23CV | D     | Giraud-Cabantous | 4   |  |  | Rit | Rit | 8   |  | -     | -    |
| 1950 | T26C T26C-DA T26C-GS | Talbot 23CV | D     | Rosier           | 5   |  |  | 3   | 3   | Rit |  | -     | -    |
| 1950 | T26C T26C-DA T26C-GS | Talbot 23CV | D     | Étancelin        | 8   |  |  |     | Rit | 5   |  | -     | -    |
| 1950 | T26C T26C-DA T26C-GS | Talbot 23CV | D     | Martin           | Rit |  |  | Rit |     |     |  | -     | -    |
| 1950 | T26C T26C-DA T26C-GS | Talbot 23CV | D     | Chaboud          |     |  |  |     | Rit | 5   |  | -     | -    |
| 1950 | T26C T26C-DA T26C-GS | Talbot 23CV | D     | Levegh           |     |  |  |     | Rit | Rit |  | -     | -    |
| 1950 | T26C T26C-DA T26C-GS | Talbot 23CV | D     | Sommer           |     |  |  |     |     | Rit |  | -     | -    |

| Legenda | 1º posto     | 2º posto | 3º posto    | A punti         | Senza punti/Non class.  | Grassetto – Pole position Corsivo – Giro più veloce |
| Legenda | Squalificato | Ritirato | Non partito | Non qualificato | Solo prove/Terzo pilota | Grassetto – Pole position Corsivo – Giro più veloce |